# Pierre Casiraghi
Pour les articles homonymes, voir Casiraghi.
Pierre Casiraghi, né le 5 septembre 1987 à Monaco, est un homme d’affaires et membre de la famille princière monégasque, second fils de la princesse Caroline de Monaco et de l'homme d'affaires italien Stefano Casiraghi. Il est par ailleurs le petit-fils du prince souverain Rainier III et de l'actrice Grace Kelly.

## Biographie

### Famille
Pierre Casiraghi est le troisième enfant de la princesse Caroline de Monaco (devenue princesse de Hanovre par son troisième mariage), et de son deuxième mari, l'homme d'affaires italien, Stefano Casiraghi, décédé en 1990 lors d'un accident d'off-shore au large de Monaco. Il a un frère, Andrea Casiraghi, et une sœur, Charlotte Casiraghi.
Du mariage de sa mère en 1999 avec le prince Ernest-Auguste de Hanovre, il a une seconde sœur, la princesse Alexandra de Hanovre (1999).

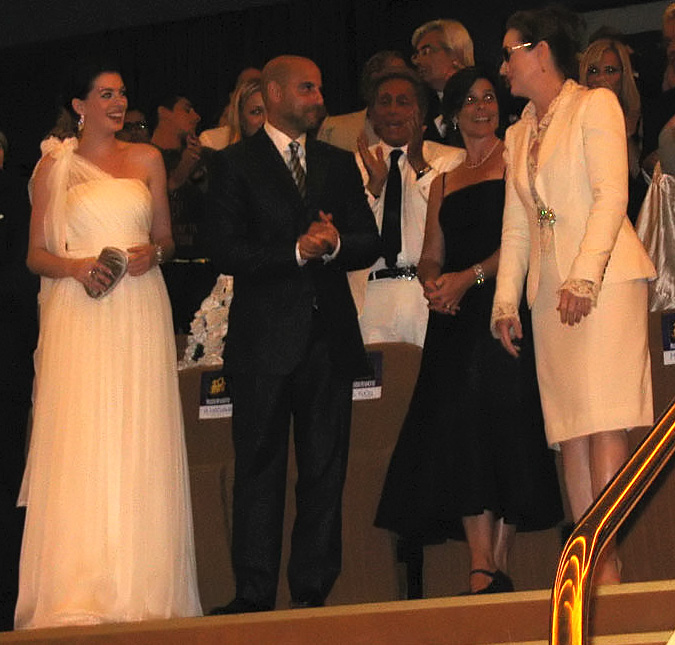
Lors de la première à Venise du Diable s'habille en Prada : première rangée (de gauche à droite) Anne Hathaway, Stanley Tucci, Lisa Tucci et Meryl Streep. Valentino peut être vu derrière et entre Stanley et Lisa Tucci, et Beatrice Borromeo est partiellement visible à gauche de Stanley Tucci.

### Mariage et descendance
Depuis 2008, il est en couple avec Beatrice Borromeo ; le couple s'est marié civilement le 25 juillet 2015 à Monaco et religieusement le 1er août 2015, sur Isola Bella, l'une des îles Borromées, en Lombardie, sur les rives du lac Majeur. Le couple a deux enfants :
1. Stefano Ercole Carlo Casiraghi (né le 28 février 2017), prénommé en hommage au père de Pierre, Stefano Casiraghi (1960-1990).
2. Francesco Carlo Albert Casiraghi (né le 21 mai 2018).

## Études et carrière

### Études
Après le décès de son père, il part vivre avec sa mère à Saint-Rémy-de-Provence, où il est scolarisé à l'école du village. À 15 ans, après le remariage de la princesse Caroline avec Ernest-Auguste de Hanovre, la famille s'installe à Fontainebleau. Il obtient son baccalauréat au lycée international François-Ier avec mention assez bien. Il étudie le droit à l'université Panthéon-Assas puis déménage à Milan pour commencer un cours de premier cycle de trois ans en économie internationale et gestion à l'université Bocconi. Il y rencontre Beatrice Borromeo.
Il joue du saxophone.

### Carrière
En juin 2009, Pierre Casiraghi est devenu l'actionnaire majoritaire de l'entreprise de construction basée à Monaco que son père avait fondée en 1984. Son oncle Marco reste dans la position du président sur cette société, qui est Engeco SA. L'acquisition de la majorité des actions de Casiraghi de nom a été assurée par le cabinet d'avocats basé à Milan Bird & Bird.
Casiraghi est le patron de Sail for a Cause (une régate dont les fonds servent à opérer à Monaco des enfants aux pathologies graves venus de pays pauvres) et le vice-président du Yacht Club de Monaco.
En 2014, il est le vainqueur de la Cape to Rio et de la Miami Gold Cup.
En 2018, il fonde l'équipe monégasque de béhourd, Grimaldi Milites.
En 2020, il acquiert le château de Beauregard dans le Var, pour la somme de 4 millions d'euros, auprès de son ancien propriétaire M. Patrick de Clarens, qui ne pouvait en assurer les frais de rénovation.

### Humanitaire
En 2007, il accompagne sa mère dans une tournée humanitaire de l'Afrique (Niger, Burundi, République démocratique du Congo, et Afrique du Sud), la princesse Caroline étant présidente de l'AMADE Mondiale.

## Ordre de succession au trône de Monaco
Bien que membre de la famille princière de Monaco, Pierre Casiraghi ne porte aucun titre de noblesse.
À partir de 2018, il est huitième dans l'ordre de succession au trône de Monaco.